# Frecska Lajos
Frecska Lajos (Lestye, 1841. március 28. – Limbach, 1876. december 2.) evangélikus lelkész.

## Élete
Frecska Lajos birtokos és Turcsányi Zsuzsanna fia volt. Amikor 1842-ben a szülői ház összes ingóságaival együtt a tűz martaléka lett, Frecskát nagyanyjához adták Nagylámba. Az algimnáziumot Zólyomban és Rimaszombatban végezte 1855-ben, a felső osztályokat és a teológiát pedig a pozsonyi evangélikus líceumban; azután lelkészi vizsgát tett és a hallei egyetemre ment. Hazatérte 1862-ben Pozsonyban segédlelkész lett Geduly Lajos püspök mellett, egyúttal az ottani gimnáziumban vallástanító volt és teológiai felolvasásokat tartott. Ez idő tájt valamely ügyért a kormányt megtámadta, s haditörvényszék elé állították, de felmentették és ugyanakkor 1863. december 16-án a limbachi egyház megválasztotta lelkészévé, később egyházkerületi főjegyző is lett.

## Művei
- Dalnok és király. Költői beszély VIII énekben. Pozsony, 1861.
- Abendandacht. Pozsony, 1863.
- Evang. Kirchengebetbuch. Pozsony, 1868.

Szerkesztette az Evangyéliumi Tanuság c. protestáns egyházi folyóiratot Limbachban (Pozsonyban nyomtatták) 1876. júliustól decemberig.
Cikke van a Vasárnapi Ujságban (1865.)
Kéziratai és könyvtára a pozsonyi evangélikus líceum birtokába jutottak.